# Stella Jones
Pour les articles homonymes, voir Jones.
Stella Jones (née Stellisa Zacher en 1971 à Berlin) est une chanteuse autrichienne.

## Biographie
Elle est la fille du trompettiste de jazz américain Carmell Jones et de la chanteuse allemande Christine Jones. Elle grandit auprès de sa mère et apprend le piano.
En 1977, elle s'installe à Vienne où sa mère donne des spectacles dans les clubs de jazz. Elle commence sa carrière musicale en l'accompagnant. Après une participation au The Rocky Horror Show, elle continue dans des comédies musicales comme Rent, Ain't Misbehavin' ou Little Shop of Horrors.
En 1992 avec le groupe Powerplay et la chanson Birthday Song, elle est numéro un de l'Ö3 Austria Top 40. En 1995, elle représente l'Autriche au Concours Eurovision de la chanson avec Die Welt dreht sich verkehrt composée par Mischa Krausz qui atteint la 13e place. La même année, elle publie son premier album sous le nom de Thunder. Elle travaille entre autres avec Taylor Dayne, Gloria Gaynor, Omara Portuondo, Chaka Khan et Nina Hagen, ainsi qu'auprès de groupes autrichiens comme Monti Beton, Alkbottle, Bingoboys, Hot Pants Road Club ou l'Orchestre symphonique de Vienne et des artistes comme Hans Salomon, Wolfgang Ambros, Rainhard Fendrich, Boris Bukowski...
En 2005, elle publie l'album The Pursuit of Silence avec 15 compositions originales qu'elle a produites ; on y entend le bassiste Willi Langer et le batteur Thomas Lang.
En 2014, Stella Jones fait partie avec Michael Dörfler, Dietmar Lienbacher, Diana Lueger et Alexander Kahr du jury de sélection pour le représentant autrichien pour le Concours Eurovision de la chanson.